# Уельва – Алькасар-де-Сан-Хуан – Мадрид
Уельва – Алькасар-де-Сан-Хуан – Мадрид – газопровід в Іспанії.
Ще на початку 1990-х спорудили трубопровід Уельва – Мадрид, який подав до столичного регіону ресурс, отриманий через розташований в Уельві термінал для імпорту зрідженого природного газу. В середині 2000-х термінал суттєво розширили, при цьому проклали другий газопровід для видачі продукції. Він так само прямує до Хетафе на південній околиці Мадриду, проте на більшій частні маршруту проходить дещо далі на схід, аніж перша лінія. 
На трасі трубопроводу Уельва – Алькасар-де-Сан-Хуан – Мадрид існують кілька важливих сполучень з іншими газопроводами, а саме:
- в Кордові з трубопроводом Таріфа – Кордова, який був побудований для імпорту ресурсу алжирського походження, проте станом на початок 2020-х міг переводитись у реверсний режим;
- в Алькасар-де-Сан-Хуан з газопроводом Монтеса – Алькасар-де-Сан-Хуан, що надає доступ як до алжирського ресурсу, так і до зрідженого газу, імпортованого через термінали середземноморського узбережжя;
- в Сарса-де-Тахо з газопроводом Єла – Сарса-де-Тахо, який забезпечує зв’язок з підземним сховищем газу Єла (при цьому ще між Уельвою та Кордовою знаходиться інше підземне сховище газу Марісмас).
Довжина траси Уельва – Алькасар-де-Сан-Хуан – Мадрид становить 638 кілометрів. Газопровід виконаний в діаметрі 800 мм та розрахований на робочий тиск у 8 МПа.
Від Сарса-де-Тахо споруджене відгалуження на схід до міста Куенка довжиною 110 кілометрів та діаметром 300 мм та 200 мм.